# 東島京
東島 京（ひがしじま みさと、2005年2月13日 - ）は、日本の俳優。大阪府出身。アミューズ所属。身長180cm。

## 人物
2021年12月、「GALAXY TRAIN」リーディング公演にて舞台初出演。2023年3月、ロンドンでミュージカルコンサート作品として全編英語で上演された本作に引き続き出演した。
2023年12月、ミュージカル「春のめざめ」で初主演。オーディションで選ばれた。

## 出演

### 舞台
- 日英合作ミュージカル「GALAXY TRAIN」リーディング公演（2021年12月4日・5日、渋谷キャストスペース）[4] - カムパネルラ 役
- ブロードウェイミュージカル バイ・バイ・バーディー（英語: Bye Bye Birdie）（2022年10月18日 - 30日、KAAT 神奈川芸術劇場 / 11月5日 - 7日、森ノ宮ピロティホール / 11月10日、パルテノン多摩 大ホール）
- Theatre Lapis presents「GALAXY TRAIN - A New Musical」（2023年3月24日 - 3月26日、The Other Palace Theatre Studio）- カムパネルラ 役
- ミュージカル「春のめざめ」（2023年12月3日 - 12月23日、浅草九劇）- メルヒオール 役
- パルコ・プロデュース2024「最高の家出」（2024年2月4日 - 2月24日、紀伊國屋ホール / 3月6日、高知県立県民文化ホール オレンジホール / 3月9日、森ノ宮ピロティホール / 3月14日、レクザムホール小ホール / 3月20日、電力ホール / 3月23日、J:COM北九州芸術劇場）
- 九劇ミュージカル・コンサート Vol.3（2024年6月15日・16日、浅草九劇）[5]
- ミュージカル「SONG WRITERS」（2024年11月6日 - 28日、シアタークリエ / 12月7日 - 8日、森ノ宮ピロティホール / 12月11日、Niterra日本特殊陶業市民会館 ビレッジホール） - アントニオ・バルボア 役[6]
- ミュージカル「四月は君の嘘」（2025年8月23日 - 9月5日、昭和女子大学 人見記念講堂 / 9月12日 - 14日、Niterra日本特殊陶業市民会館 ビレッジホール / 9月19日・20日、梅田芸術劇場 メインホール / 10月4日・5日、オーバード・ホール / 10月12日・13日、厚木市文化会館 大ホール） - 有馬公生 役（岡宮来夢とWキャスト）[7][8]
- ミュージカル『ワイルド・グレイ』（2025年1月8日 - 26日、新国立劇場 小劇場 / 2月14日 - 16日、森ノ宮ピロティホール / 2月22日、高崎芸術劇場 スタジオシアター） - アルフレッド・ダグラス 役[9][注 1]
- ミュージカル『チョコレート・アンダーグラウンド』（2025年6月5日 - 15日、よみうり大手町ホール / 6月21日、森ノ宮ピロティホール / 6月28日・29日、富山県民会館 ホール） - ハントリー 役[10][11]

### テレビドラマ
- ギークス～警察署の変人たち～（2024年7月4日 - 9月19日、フジテレビ）- 基山文太 役

### CM
- 株式会社スリーボンド「 U25 Creative プロジェクト」dish 篇「 Don’t Break Your Creative 」